# Dribbleware
Dribbleware je programska podrška. U ovu skupinu spadaju proizvodi koji su prerano ili nepotpuno provjerena te oni proizvodi kojima nisu dodana sva obilježja koja bi morala imati. Zbog toga joj je svojstvo joj je da je često osvježavanje, popravci i zakrpavanje.

## Usporedi
- alfa-inačica
- beta-inačica
- plati koliko želiš
- darovna ekonomija
- freemium
- freeware
- shareware
- demo
- abandonware
- vaporware
- shovelware (crapware, garbageware)
- adware
- donationware
- otvoreni kod
- nagware
- glossyware
- beerware